# Аляйда Ассман
Аляйда Ассман, також Алейда Ассман (нім. Aleida Assmann; 22 березня 1947, Гаддербаум, (зараз Білефельд) — німецька історикиня, єгиптологиня і культурологиня.

## Життєпис
Дочка євангелічного пастора і теолога Гюнтера Борнкама. Вивчала англістику і єгиптологію в Гейдельберзькому та Тюбінгенському університетах (1966—1972). У 1977 році захистила в Гейдельберзі дисертацію з теорії літератури. З 1993 року працює на посаді професора Констанцького університету. Була запрошена на професорство в університети Принстона, Г'юстона, Чикаго, Відня. Стала членкинею Геттінгенської академії наук.

## Наукові інтереси
Ранні роботи присвячені англійській літературі та теорії літературної комунікації. У 1990-х рр. перейшла до проблематики культур антропології і насамперед — до теми культурної пам'яті. Разом з чоловіком, єгиптологом Яном Ассманом, виступила редакторкою-укладачкою ряду збірників з історії культури та культурної антропології. Інтереси дослідниці групуються навколо історії німецької пам'яті з 1945 року, роль поколінь в літературі та суспільстві, а також теорії пам'яті. З 2011 року працює над дослідницьким проєктом під назвою «Минуле в сьогоденні: Розміри і динаміка культурної пам'яті».
В своїй книзі «Простори спогадів. Форми та трансформації культурної пам'яті» [Архівовано 22 березня 2022 у Wayback Machine.] Алейда Ассман вводить дуже важливі для розуміння процесів активації та забування змісту культурної пам'яті поняття накопичувальної та функціональної пам'яті. Функціональну пам'ять авторка називає населеною та живою, пов'язаною з певною групою, вибірковою, аксіологічно спрямованою, такою, що породжує смисл і орієнтована на майбутнє. Накопичувальна (акумулювальна) пам'ять, своєю чергою, є ненаселеною та безлюдною аморфною масою роз'єднаних елементів, «простором невикористаних, неамальгамованих спогадів», які не пов'язані з сучасністю, а являють собою певне сховище депопулізованих реліктів.
Алейда Ассман пропонує наочну різницю між цими двома видами пам'яті:
|                          | Накопичувальна пам'ять                                                    | Функціональна пам'ять                                        |
| ------------------------ | ------------------------------------------------------------------------- | ------------------------------------------------------------ |
| Зміст                    | Інший, вихід за межі сучасності                                           | Власний, базування сучасного на певному минулому             |
| Структура часу           | Анахронічна: двочасовість, Вчора поруч із Сьогодні, контрпрезентаційність | Діахронічна: прив'язування Вчора до Сьогодні                 |
| Форми                    | Недоторканність текстів, автономний статус документів                     | Селективне = стратегічне, перспективне використання спогадів |
| Посередники та інститути | Література, мистецтво, музей, наука                                       | Свята, суспільні ритуали колективного вшанування             |
| Носії інформації         | Індивіди всередині культурної спільноти                                   | Колективні суб'єкти дії                                      |

Проте Алейда Ассман не протиставляє ці види пам'яті, навпаки, вона намагається обійти проблему їхньої опозиції, пропонуючи моделі переднього й заднього тла, де накопичувальна, нежива, латентна пам'ять постає заднім тлом і водночас резервуаром майбутнього пам'яті живої, функціональної, де народжуються змісти та (де)конструюються значення, формуються ідентичності та утворюються цінності і орієнтири.

## Праці
- (нім.)Легітимність фікції: Вступ до історії літературної комунікації / Die Legitimität der Fiktion: Ein Beitrag zur Geschichte der literarischen Kommunikation. (München: Fink, 1980).
- (нім.)Праця заради національної пам'яті: Коротка історія німецької ідеї освіти / Arbeit am nationalen Gedächtnis: Eine kurze Geschichte der deutschen Bildungsidee. (Frankfurt a. M.: Campus, 1993).
- (нім.)Час і традиція: Культурні стратегії тривалості / Zeit und Tradition. Kulturelle Strategien der Dauer. (Köln; Weimar; Wien: Böhlau, 1999)
- (нім.)Geschichtsvergessenheit — Geschichtsversessenheit: Vom Umgang mit deutschen Vergangenheiten nach 1945. (Stuttgart: Deutsche Verlags-Anstalt, 1999, у співавторстві з Ute Frevert).
- (нім.)Рамки пам'яті / Erinnerungsräume: Formen und Wandlungen des kulturellen Gedächtnisses. (München: C.H. Beck, 1999).
- (нім.)Das kulturelle Gedächtnis an der Millenniumsschwelle. Krise und Zukunft der Bildung, (Konstanz: UVK, 2004).
- (нім.)Die Unverzichtbarkeit der Kulturwissenschaften mit einem nachfolgenden Briefwechsel. (Hildesheim: Universitätsverlag, 2004).
- (нім.)Введення в науки про культуру / Einführung in die Kulturwissenschaft. Grundbegriffe, Themen, Fragestellungen (Berlin: Erich Schmidt, 2006).
- (нім.)Довга тінь минулого: Меморіальна культура та історична політика / Der lange Schatten der Vergangenheit. Erinnerungskultur und Geschichtspolitik. (München: C.H. Beck, 2006)
- (нім.)Geschichte im Gedächtnis: Von der individuellen Erfahrung zur öffentlichen Inszenierung. (München: C.H. Beck, 2007).
- (нім.)Die Zukunft der Erinnerung und der Holocaust (with Geoffrey Hartman) (Konstanz: Konstanz UP, 2012, у співавторстві з Джеффрі Гартманом).
- (нім.)Auf dem Weg zu einer europäischen Gedächtniskultur? (Wien: Picus, 2012)
- (англ.)Культурна пам'ять і західна цивілізація / Cultural Memory and Western Civilization: Functions, Media, Archives (Cambridge: Cambridge UP, 2012).
- (нім.)Ist die Zeit aus den Fugen? Aufstieg und Fall des Zeitregimes der Moderne (München: Hanser, 2013)
- (нім.)Нове невдоволення німецькою меморіальною культурою / Das neue Unbehagen an der Erinnerungskultur. Eine Intervention (München: C. H. Beck, 2013)
- mit Geoffrey Hartman: Die Zukunft der Erinnerung und der Holocaust. Konstanz University Press, Konstanz 2012, ISBN 978-3-86253-017-5.
- Ist die Zeit aus den Fugen? Aufstieg und Fall des Zeitregimes der Moderne. Hanser, München 2013, ISBN 978-3-446-24342-2.
- Das neue Unbehagen an der Erinnerungskultur. Eine Intervention (= Beck’sche Reihe. Band 6098). Beck, München 2013, ISBN 978-3-406-65210-3.
- Im Dickicht der Zeichen (= Suhrkamp-Taschenbuch Wissenschaft. 2079). Suhrkamp, Berlin 2015, ISBN 978-3-518-29679-0.
- Formen des Vergessens (= Historische Geisteswissenschaften. Band 9). Wallstein, Göttingen 2016, ISBN 978-3-8353-1856-4.
- Reflexion zu Johann Sebastian Bach: Ein ungefärbt Gemüte. Kantate BWV 24. Rudolf Lutz, Chor und Orchester der J. S. Bach-Stiftung, Marianne Beate Kielland (Sopran), Daniel Johannsen (Tenor), Dominik Wörner (Bass). Samt Einführungsworkshop. DVD. Gallus Media, 2017.[4]
- Auf den Schultern von Riesen. Die Bibliothek als Medium des kulturellen Gedächtnisses. In: Johanna Rachinger (Hrsg.): Schatzkammer des Wissens. 650 Jahre Österreichische Nationalbibliothek. K & S, Wien 2018, ISBN 978-3-218-01112-9, S. 10–19.
- Menschenrechte und Menschenpflichten. Schlüsselbegriffe für eine humane Gesellschaft. Picus, Wien 2018, ISBN 978-3-7117-2072-6.
- Der europäische Traum. Vier Lehren aus der Geschichte (= C.H. Beck Paperback. Band 6343). Beck, München 2018, ISBN 978-3-406-73380-2.
- Die Wiedererfindung der Nation. Warum wir sie fürchten und warum wir sie brauchen. Beck, München 2020, ISBN 978-3-406-76634-3.
- Zeit und Tradition. Kulturelle Strategien der Dauer. wbg Academic, Darmstadt 2022, ISBN 978-3-534-27442-0.

## Українські переклади
- «Простори спогадів. Форми та трансформації культурної пам'яті» [Архівовано 22 березня 2022 у Wayback Machine.] ; [пер. з нім.: К. Дмитренко, Л. Доронічева, О. Юдін]. – К.  : Ніка-Центр, 2012. – 440 с.
- Пам’ять міста [Архівовано 13 вересня 2016 у Wayback Machine.] ; [пер з нім. Оксани Матійчук] // Питання літературознавства. – 2015. – № 92. – С. 7–25.